# Фарнак (Хомейн)
Фарнак (перс. فرنق) — село в Ірані, у дегестані Ростак, в Центральному бахші, шагрестані Хомейн остану Марказі. За даними перепису 2006 року, його населення становило 1535 осіб, що проживали у складі 393 сімей.

## Клімат
Середня річна температура становить 12,17°C, середня максимальна – 31,16°C, а середня мінімальна – -9,70°C. Середня річна кількість опадів – 218 мм.
| Клімат поселення                              | Клімат поселення | Клімат поселення | Клімат поселення | Клімат поселення | Клімат поселення | Клімат поселення | Клімат поселення | Клімат поселення | Клімат поселення | Клімат поселення | Клімат поселення | Клімат поселення | Клімат поселення |
| Показник                                      | Січ.             | Лют.             | Бер.             | Квіт.            | Трав.            | Черв.            | Лип.             | Серп.            | Вер.             | Жовт.            | Лист.            | Груд.            |                  |
| Середній максимум, °C                         | 9,14             | 10,33            | 13,94            | 19,74            | 25,08            | 30,81            | 31,16            | 30,77            | 26,51            | 20,12            | 13,50            | 8,43             |                  |
| Середня температура, °C                       | −0,28            | 0,90             | 4,51             | 10,32            | 15,65            | 21,40            | 25,00            | 24,60            | 20,34            | 13,96            | 7,33             | 2,25             |                  |
| Середній мінімум, °C                          | −9,7             | −8,53            | −4,9             | 0,90             | 6,23             | 11,98            | 18,83            | 18,44            | 14,18            | 7,79             | 1,17             | −3,92            |                  |
| Норма опадів, мм                              | 36               | 35               | 40               | 27               | 18               | 2                | 2                | 1                | 1                | 6                | 21               | 29               |                  |
| Середньомісячна швидкість вітру, м/с          | 1.33             | 1.96             | 2.60             | 2.90             | 2.78             | 2.56             | 2.50             | 2.33             | 2.17             | 2.06             | 1.78             | 1.32             |                  |
| Середньомісячна сонячна радіація, кДж/м²·день | 10032            | 13166            | 15631            | 18744            | 22518            | 26622            | 25572            | 24307            | 21585            | 16194            | 11550            | 9537             |                  |
| --------------------------------------------- | ---------------- | ---------------- | ---------------- | ---------------- | ---------------- | ---------------- | ---------------- | ---------------- | ---------------- | ---------------- | ---------------- | ---------------- | ---------------- |
| Джерело:                                      |                  |                  |                  |                  |                  |                  |                  |                  |                  |                  |                  |                  |                  |